# Vall de Llémena
La vall de Llémena és una subcomarca o comarca natural de Catalunya emmarcada en la conca fluvial de la riera de Llémena.
Administrativament pertany en gran part a la comarca del Gironès excepte, aproximadament, el primer terç de la vall que és situat dins la comarca de la Garrotxa. Els municipis a què pertany són: Sant Aniol de Finestres, Sant Martí de Llémena, Canet d'Adri i Sant Gregori.

## Geografia física
La seva situació la defineix com un dels conjunts orogràfics més orientals de la Serralada Transversal catalana.
Les unitats físiques que engloben aquesta subcomarca són, òbviament, la vall fluvial pròpiament dita i el conjunt de serralades i massissos muntanyosos que l'envolten; el conjunt té una orientació nord-oest-sud-est i abraça aproximadament una extensió de 185 km².

### La vall
D'origen fluvial clàssic (erosió i sedimentació), se situa entre les cotes 100 i 500 d'altitud. Geomorfològicament es divideix en tres segments:
- El primer segment es correspon en els primers 15 km aproximadament de recorregut de la riera on la vall té una amplitud mitjana d'1 km. amb terrenys bastant planers formats per al·luvions els quals han propiciat, històricament, una gran activitat agrícola i ramadera en la zona. Bàsicament és un segment que aniria des del poble de Sant Aniol de Finestres fins al Pla de Sant Joan, un llogaret disseminat a 2 km al sud del poble de Sant Martí de Llémena.

- El segon segment es tracta d'un territori encaixonat en un relativament ampli i poc profund congost d'una llargada aproximada d'uns 10 km. Es tracta, doncs, d'un territori bastant pedregós (domini de les calcàries), de difícil accés i de poc profit agrícola; malgrat això la força amb què davallen les aigües de la riera en aquest sector era antigament aprofitada per diversos molins per a moldre. Els extrems d'aquest segment serien el Pla de Sant Joan i Ginestar, un poblat situat a 3 km al nord del poble de Sant Gregori; encara que seria més correcte situar el final del congost en la confluència de la riera de Llémena amb el seu principal afluent: la riera de Canet.

- El tercer i últim segment es correspondria amb el que es coneix com a pla de Sant Gregori, una extensa planícia al·luvial interrompuda pel sud pel pas del riu Ter on hi desemboca la riera i que transiciona cap a l'est amb el pla de Domeny i la ciutat de Girona.

Cal destacar que al llarg de tota la vall s'hi poden trobar rastres d'activitat volcànica de, com a mínim, 40.000 anys d'antiguitat. Cons volcànics més o menys desdibuixats a prop de Llorà i Sant Martí (La Banya del Boc i el Clot d'Omera) així com al voltant de Canet d'Adri (Volcà del Puig). També es poden observar algunes parets basàltiques, com per exemple a la riba de la riera a l'alçada del Pla de Sant Joan, i formacions basàltiques diverses al llarg del congost, especialment al voltant de Ginestar.

### El conjunt muntanyós
Les diverses formacions muntanyoses que envolten la vall formen part dels contraforts més orientals de la Serralada Transversal. Són totes majoritàriament de tipus calcari originades entre els períodes eocè i miocè, encara que també, tal com s'ha esmentat abans, hi podem trobar petites agrupacions de pedra magmàtica originades a principis del quaternari. Aquestes són les formacions muntanyoses que hi ha a la subcomarca:

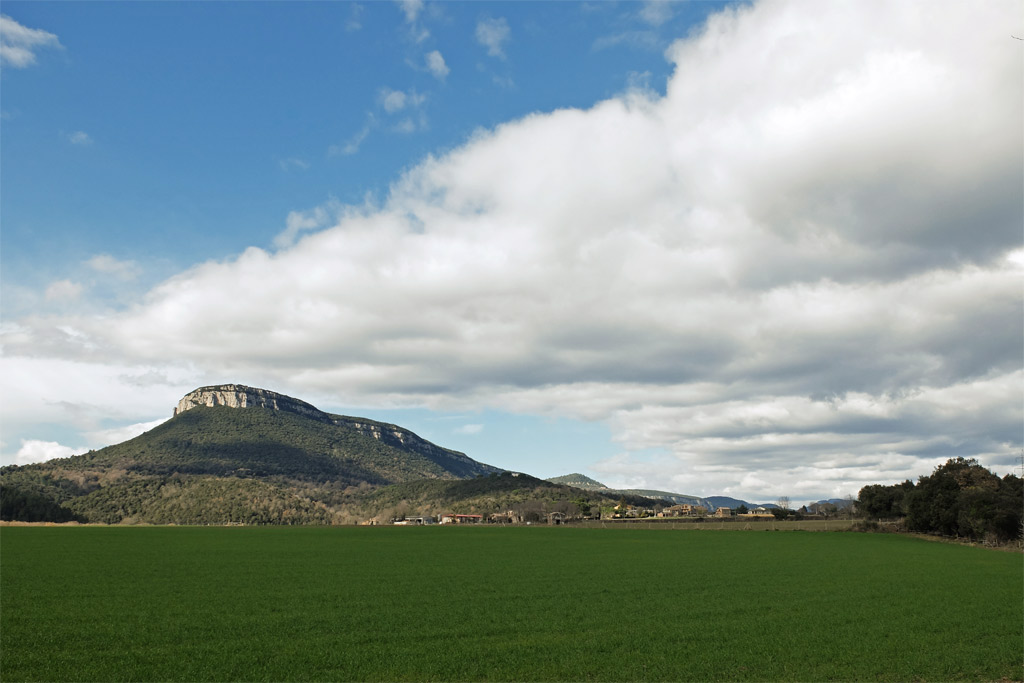
Sant Roc i el Pla de Sant Joan

- Vessant nord (capçalera): Serra de Finestres (altitud màxima: Puigsallança amb 1026 m.).
- Vessant sud-occidental: Serra de Les Medes (altitud màxima: la Tremoleda amb 850 m.), Cingles de Sant Roc (altitud màxima: Sant Roc amb 590 m.) i muntanya de Sant Grau amb una altitud de 450 m.
- Vessant nord-oriental: Serra de Portelles (altitud màxima: turó d'Espinassors amb 893 m.) i Massís de Rocacorba (altitud màxima: Puigsou amb 992 m.).

### Climatologia i medi ambient
A causa de la seva ubicació, més enllà de la Depressió Prelitoral Catalana, la seva orientació i, sobretot, a causa del congost central presenta dues variants climàtiques diferenciades: per una banda a tota la vall baixa i gran part del congost s'hi veu un clima mediterrani amb certa influència continental, mentre que la vall alta es distingeix un clima més aviat proper al continental humit. A les vessants de les muntanyes, però, es manté el clima mediterrani encara que amb fortes variacions tèrmiques tan característiques d'aquest tipus d'orografia.
Pel que fa a la distribució i tipologia de la vegetació, guarden un fort paral·lelisme amb aquestes variants climàtiques: així en el pla de Sant Gregori hi detectem boscos típicament mediterranis amb una gran presència de pi pinyoner i alzina surera i de la característica vegetació de ribera al voltant de la riera (plàtans, oms, etc.), a més del clàssic sotabosc arbustiu (amb predomini del bruc) i abundants plantes aromàtiques propi d'aquests climes. Un cop superat el congost, riu amunt, el paisatge canvia visiblement: les espècies típicament mediterrànies es tornen menys usuals i comença a aparèixer arbres propis de climes més severs tals com el roure i el castanyer així com el pi pinyoner és substituït pel pi blanc i l'alzina surera deixa pas a l'alzina comú; també s'aprecia l'aparició de sotabosc de falguera, encara que bàsicament a les obagues i, ja més a prop de Sant Aniol, sorgeix puntualment el praderiu natural.

## Geografia humana
| Entitat de població     | Habitants |
| ----------------------- | --------- |
| Adri                    | 53        |
| la Barroca              | 15        |
| Biert                   | 5         |
| Canet d'Adri            | 341       |
| Ginestar                | 155       |
| Granollers de Rocacorba | 63        |
| Llorà                   | 343       |
| el Pla de Sant Joan     | ?         |
| Rocacorba               | 0         |
| Sant Aniol de Finestres | 55        |
| Sant Esteve de Llémena  | 221       |
| Sant Gregori            | 2.023     |
| Sant Martí de Llémena   | 83        |
| les Serres              | 20        |
| Font: Idescat           |           |

En general es tracta d'un territori amb poca població: la mitjana de densitat no arriba als 20 hab./km². A més la seva distribució és molt desigual, ja que més del 60% de la població es concentra en la quarta part més baixa de la conca de la Llémena, és a dir: al poble de Sant Gregori i els seus voltants. Malgrat que la subcomarca està dividida entre només quatre municipis el nombre d'entitats de població és molt més nombrós. Vegeu-ne aquí a la dreta la llista completa. La major part de les poblacions estan a la riba de la riera de Llémena exceptuant Granollers de Rocacorba a la capçalera de la riera de Granollers, Canet d'Adri i els disseminats propers d'Adri i Biert, emplaçats entorn de la vall de la riera de Canet, i els disseminats de les Serres i la Barroca ubicats prop de la carena dels cingles de Sant Roc.
El sector dominant a la vall és l'agrícola encara que amb diverses especialitzacions zonals. Així, per exemple, el conreu de secà és molt més abundant a la vall baixa (municipis de Sant Gregori i Canet d'Adri), en canvi a la vall alta (municipis de Sant Martí de Llémena i Sant Aniol de Finestres) s'explota més el conreu de regadiu, especialment als terrenys propers a la riera. També les explotacions ramaderes són més significatives a la vall alta que no pas a la vall baixa, una prova d'això és la destacable indústria càrnia ubicada a Sant Esteve de Llémena. D'altra banda a la falda de les muntanyes es manté una certa activitat d'explotació forestal encara que actualment la tendència d'aquesta mena d'activitat sigui la de decréixer. També cal destacar certa activitat d'extracció i embotellament d'aigua de deu concentrada a Sant Aniol.
L'activitat pròpiament dita industrial es concentra en el municipi de Sant Gregori i més concretament a la zona més propera a la ciutat de Girona en ple pla de Domeny i, per tant, fora de l'àmbit de la vall.
Destaca també un incipient desenvolupament del turisme en tota la vall gràcies a la creació i consolidació d'una oferta, no abundant però si variada, centrada sobretot en l'hostaleria de caràcter rural i la restauració amb alguns establiments molt apreciats a Girona i que fins i tot comencen a ser reconeguts a Barcelona.